# José Manuel Sempere
José Manuel Sempere Macià (Torrellano, Alicante, 15 de febrero de 1958) es un exfutbolista y fisioterapeuta español. Desarrolló la mayor parte de su carrera como guardameta del Valencia C. F., donde disputó 320 partidos oficiales durante 15 temporadas.

## Biografía
Sempere, nacido en la pedanía ilicitana de Torrellano, fue un portero que disputó casi toda su vida deportiva en el Valencia CF. Debido a su no excesiva altura fue un portero que destacaba por su agilidad lo que imprimía una gran espectacularidad a su juego.
Inició sus primeros pasos como juvenil en el Atlético Orihuela y luego en el Orihuela Deportiva. 
Tras su paso por el CD Mestalla fue cedido la temporada 1979/80 al RCD Español, donde apenas disfrutó de minutos. Su consolidación en el primer equipo del Valencia CF fue rápida y contundente. Así, en la temporada de su debut 1980/81 en primera división disputó nada menos que 31 partidos de liga, arrebatando la titularidad a Carlos Santiago Pereira, además del partido que supuso su único título, la vuelta de la Supercopa de Europa frente al Nottingham Forest.
Tras otro año en el que consolidó la titularidad, la temporada 1982/83 apenas disputó nueve partidos en una caótica temporada en la que el Valencia CF se salvó del descenso en la última jornada y en la que se alternaron en la portería tres arqueros de renombre como el propio Sempere, Bermell y Manzanedo.
Tras tres temporadas en las que a pesar de aumentar el número de partidos disputados no consiguió la titularidad absoluta se produce la mayor catástrofe deportiva en la historia del Valencia CF. El club, agobiado por las deudas, desciende a segunda división.
En la nueva categoría mejora sus números, pero en el ansiado y fulgurante retorno a primera compartió al cincuenta por ciento la titularidad con Antonio García Pérez. Sin embargo, el fichaje de José Manuel Ochotorena el verano de 1988 le cerró las puertas definitivamente a la titularidad pasando tres temporadas prácticamente en blanco en liga. Sin embargo, gracias a su magnífico nivel se mantuvo como portero titular de la Copa del Rey.
Tras estos tres años aciagos se inicia un nuevo trienio en el que arrincona a González fichado como gran estrella de la Real Sociedad y se consolida como el titular indiscutible del Valencia CF.
Sin embargo, esta época dorada acaba de golpe ya que el fichaje de Andoni Zubizarreta hace que en su última temporada en el Valencia CF, la 1994/95 no dispute ni un solo partido de liga decidiendo retirarse al contar ya con 37 años.
Tras catorce temporadas en el Valencia CF se retiró siendo el portero que más partidos de liga había disputado con el primer equipo con un total de 270 siendo únicamente superado posteriormente por Santiago Cañizares.

### Selección nacional
Fue convocado en diversas ocasiones durante la fase de clasificación del mundial de 1982 como suplente de Luis Miguel Arconada si bien no llegó a debutar y tampoco fue convocado para la fase final de dicho mundial.

## Clubes
| Club        | País   | Año       | Partidos |
| ----------- | ------ | --------- | -------- |
| CD Mestalla | España | ????-1980 |          |
| Valencia CF | España | 1980-1995 | 320      |

## Títulos

### Copas internacionales
| Título                 | Equipo      | País   | Año  |
| ---------------------- | ----------- | ------ | ---- |
| Copa del Rey de fútbol | Valencia CF | España | 1979 |
| Supercopa de Europa    | Valencia CF | España | 1980 |